# Stade Fikret Karabudak
Le stade Fikret Karabudak est un stade de football situé dans la ville de Kırıkkale en Turquie. Il a une capacité totale de 5 402 spectateurs. Le MKE Kırıkkalespor joue ses rencontres à domicile dans ce stade.